# David Morris Potter
David Morris Potter, noto anche come David M. Potter (Augusta, 6 dicembre 1910 – 18 febbraio 1971), è stato uno storico statunitense.

## Biografia
Nato a Augusta, nello stato statunitense della Georgia, studiò all'Emory University terminandolo nel 1932. Sposò Ethelyn E Henry
Nel 1977 venne premiato con il premio Pulitzer per la storia per The Impending Crisis, 1848-1861, poi terminato da Don E. Fehrenbacher.

## Opere
- The Impending Crisis, 1848-1861 (1976).
- Lincoln and His Party in the Secession Crisis new introduction by Daniel W. Crofts, Louisiana State U. Pr., 1995. 408 pp.
- People of Plenty: Economic Abundance and the American Character (1954)
- The South and the Sectional Conflict (1968)
- History and American Society: Essays of David M. Potter. ed. by Don E. Fehrenbacher, Oxford U. Press, 1973. 422 pp.